# Siegfried Maaß
Siegfried Maaß (* 6. Oktober 1936 in Magdeburg) ist ein deutscher Schriftsteller.

## Leben und Wirken
Siegfried Maaß wuchs in Staßfurt auf, wo er auch die Schule besuchte und eine Lehre absolvierte. Nach einem Fachschulstudium in Halle (Saale) war er als Vermessungstechniker im Bergbau und im Katasterwesen tätig.
Zwischen 1960 und 1964 absolvierte er ein Fernstudium am Literaturinstitut „Johannes R. Becher“ und arbeitete danach als Schauspieldramaturg am Salzlandtheater in Staßfurt. Seit 1971 ist Siegfried Maaß freier Schriftsteller und veröffentlichte 30 Bücher.
Er ist verheiratet, hat zwei Kinder und lebt seit 1996 in Hecklingen in Sachsen-Anhalt.
Von 2005 bis 2010 leitete er den Schreibwettbewerb des „Friedrich-Bödecker-Kreises“.

## Werke
- 1974: Ich will einen Turm besteigen. Verlag Neues Leben, Berlin
- 1976: Ins Paradies kommt nie ein Karussell. Verlag Neues Leben, Berlin
- 1982: Lindenstraße 28. Verlag Neues Leben, Berlin
- 1984: Keine Flügel für Reggi. Verlag Neues Leben, Berlin
- 1986: Abschied von der Lindenstraße. Verlag Neues Leben, Berlin
- 1989: Vier Wochen eines Sommers. Verlag Neues Leben, Berlin
- 1994: Auch in der Ferne bist du nicht für mich verloren. BK-Verlag, Staßfurt
- 1998: Tango in der Düppler Mühle. Volksstimme, Magdeburg, 2011 in einer erweiterten Fassung: Block-Verlag
- 2000: Und hinter mir ein Loch aus Stille. dr. ziehten verlag, Oschersleben
- 2001: Zeit der Schneeschmelze. dr. ziehten verlag, Oschersleben
- 2002: Peggy Vollmilchschokolade. Projekte Verlag, Halle/Saale
- 2003: Der Handschuhbaum. Projekte Verlag, Halle/Saale
- 2003: Schulschreiber – Tagebuch, darin: Der Mann im Haus bin ich. Projekte Verlag, Halle/Saale
- 2004: Sonntagspredigt oder Heimkehr auf die Insel. BK-Verlag, Staßfurt
- 2005: Adolfchen und der 'doofe' Arm. Projekte Verlag, Halle/Saale
- 2006: Sternie, Spinni und das kleine Gespenst Kugelrund. dorise Verlag, Burg
- 2007: Das Versteck im Wald. dorise Verlag, Burg
- 2008: Das Haus an der Milchstraße. dorise Verlag, Burg
- 2009: Nachtfahrten. dorise Verlag, Burg
- 2009: Als unser Weihnachtsmann Urlaub machte. dorise Verlag, Burg
- 2010: Im Schatten der Milchstraße. dorise Verlag, Burg
- 2012: Knöpfchen und der Mann mit der Mütze. Projekte Verlag Cornelius, Halle/Saale
- 2013: Federschnee. Verlag Schumacher-Gebler, Dresden
- 2015: Mäxchen und Pauline. Illustrationen von Beate Danneil, EDITION digital, Pinnow
- 2016: Flaschendrehen. Illustrationen von Beate Danneil, EDITION digital, Pinnow
- 2017: Das Glashaus. Illustrationen von Beate Danneil, EDITION digital, Pinnow
- 2017: Das Mädchen aus dem Spiegel. Illustrationen von Beate Danneil, EDITION digital, Pinnow